# Laillé
Laillé (bret. Lalieg) – miejscowość i gmina we Francji, w regionie Bretania, w departamencie Ille-et-Vilaine.
Według danych na rok 1990 gminę zamieszkiwały 2973 osoby, a gęstość zaludnienia wynosiła 93 osoby/km² (wśród 1269 gmin Bretanii Laillé plasuje się na 185. miejscu pod względem liczby ludności, natomiast pod względem powierzchni na miejscu 247.).